# José Reguffe
José Antônio Hacha Reguffe (Río de Janeiro, 5 de septiembre de 1972) es un periodista, economista y político brasileño, actualmente sin partido. Es senador por el Distrito Federal. Fue elegido en 2014 con 826.576 votos (57.61 por ciento de los votos válidos).

## Biografía
Nacido en Río de Janeiro, José Antonio Machado Reguffe es hijo de un oficial de la Marina de Brasil —el contra-almirante Luiz Paulo Reguffe—, el nieto del exdiputado federal constituyente Expedito Hacha de la Puente, y el sobrino del empresario y exsenador (1995-2003) Sérgio Machado, con quien Reguffe llegó a trabajar en su oficina en el Senado. Sin embargo, de acuerdo con el actual senador, ellos se separaron hace mucho tiempo y ya no se habla más.
Posee formación en Periodismo por el Instituto de Educación Superior de Brasilia (IESB) y en Economía por la Universidad de Brasilia (UnB). Exlíder estudiantil, fue presidente del Centro Académico de Economía de la Universidad de Brasilia (CAECO-UnB) y vicepresidente del Directorio Céntrico de los Estudiantes de la Universidad de Brasilia (DCE-UnB). Fue uno de los autores de la acción popular que extinguió el auxilio vivienda de los diputados distritais en 1999. Conocido por defender una nueva forma de hacerse política, defendió el fin de los salarios extras y del exceso de gastos de los parlamentarios. Reguffe quedó conocido por hacer sus campañas de forma simple distribuyendo solo sus panfletos de campaña con sus propuestas por las calles del Distrito Federal. Tras dos tentativas, 1998 y 2002, fue elegido diputado distrital en 2006 con 25 805 votos. En 2010, después de su mandato como diputado distrital, fue elegido el diputado federal proporcionalmente más votado del país con 266 465 votos (18,95 por ciento de los votos válidos). Actualmente es senador por el Distrito Federal, habiendo sido elegido en 2014 con 826 576 votos (57,61 % de los votos válidos).

## Actuación política

### Cámara Legislativa del Distrito Federal
Fue elegido diputado distrital en 2006.

### Cámara de los Diputados
Electo diputado federal en 2010, Reguffe presentó su primer día de mandato como diputado, una serie de oficios formalizando diversos cortes en su gabinete. Todos en carácter irrevocable.  Abrió mano de los salarios extras, redujo el presupuesto de gabinete, redujo el número de asesores de 25 para solo 9, entre otras medidas, que generaron una economía directa a los cofres públicos de más de R$ 2,3 millones. Economía que se fuera repetida por los otros 512 diputados, daría 1,2 mil millones más de reales.

### Senado Federal
Electo senador en 2014, repitió la primera actitud que tuvo como diputado distrital y diputado federal, protocolando, su primer día de mandato como senador, una serie de oficios formales en la dirección general de la Casa realizando diversos cortes en su gabinete
Con esos cortes, solo la economía directa a los cofres públicos de su gabinete fue de 16,7 millones de reales (economía en los ocho años, como los cortes fueron en carácter irrevocable, ya está hecha). Eso fuera la economía indirecta, como gravámenes sociales de los servidores no contratados, gasolina del coche oficial que él abrió mano su primer día de mandato, posibles gastos con salud del plan de salud que él también abrió mano, etc. Reguffe fue el primer senador en la historia a abrir mano del plan de salud vitalicio de los senadores. Si todos los senadores repitieran la misma economía, la economía a los cofres públicos sería de más de 1,3 mil millones de reales.
- A favor de la destinación de las regalías y bonos de reparto de la pre-sal exclusivamente para la educación y salud.[15]
- Contra el aumento del Fondo Partidario[16]
- A favor del PLC 75/15 (prohibición de donación de empresas para campañas políticas).[17]
- A favor de la MP 675/15 (aumento de la CSLL de los bancos).[18]
- Contra el reglamento de la prisión del senador Delcídio de Amaral (autor de cuestión de orden que pedía el voto abierto en la votación).[19]
- A favor del impeachment de Dilma Rousseff.[20]
- A favor de la PEC del Techo de los Gastos Públicos.[21]
- Contra la reforma laboral.[22]
- Contra el mantenimiento del mandato del senador Aécio Nieves mostrándose favorable la decisión de la Primera Turma del Supremo Tribunal Federal.[23]
- Contra el aumento de salarios de los ministros del STF.[24]
- Contra la MP 843, que concede R$2 mil millones en beneficios fiscales a las montadoras de automóviles (único voto contra).[25]